# Tranilast
Tranilast (INN; merknaam: Rizaben) is een geneesmiddel, ontwikkeld bij het Japanse bedrijf Kissei Pharmaceutical Co. Ltd. Het is een anti-allergicum, geschikt voor de behandeling van astma, hooikoorts en atopisch eczeem.
Het wordt gebruikt in Japan en Zuid-Korea, maar is niet in de Europese Unie verkrijgbaar voor deze toepassingen. Het is in 2010 wel toegelaten als weesgeneesmiddel voor de preventie van littekenvorming na glaucoomfiltratiechirurgie.